# بیت زبطان
بیت زبطان (صنعاء) (به عربی: بیت زبطان) یک منطقهٔ مسکونی در یمن است که در استان صنعا واقع شده‌است.